# Цефазолін
Цефазолін — напівсинтетичний антибіотик з групи цефалоспоринів І покоління для парентерального застосування. Цефазолін уперше отриманий у Японії у 1969 році, а розпочалала випуск препарату британська компанія «GlaxoSmithKline» під торговельною маркою «Ансеф», щопрада, натепер дана компанія припинила випуск брендового цефазоліну.

## Фармакологічні властивості
Цефазолін — антибіотик широкого спектра антимікробної дії, що належить до групи цефалоспоринів І покоління. Як і інші β-лактамні антибіотики, діє бактерицидно. Механізм дії препарату полягає у порушенні синтезу клітинної стінки бактерій. До цефазоліну чутливі грампозитивні бактерії — (стафілококи, як продукуючі, так і не продукуючі пеніциліназу, стрептококи,
Corynebacterium diphtheriae, Bacillus anthracis); грамнегативні бактерії — сальмонелли, нейсерії, Escherichia coli, шиґели, Klebsiella spp., Enterobacter spp., Haemophilus influenzae. До цефазоліну чутливі також спірохети і лептоспіри. Стійкі до препарату індолпозитивні штами Proteus, Pseudomonas aeruginosa, туберкульозна паличка, анаеробні мікроорганізми, рикетсії, грибки, віруси та найпростіші.

### Фармакодинаміка
При внутрішньом'язовому і внутрішньовенному введенні препарат швидко всмоктується, 90 % препарату зв'язується з білками плазми крові. Біодоступність препарату при внутрішньовенному введенні становить 100 %. Максимальна концентрація в крові при внутрішньом'язовому введенні досягається протягом 1 години, при внутрішньовенному введенні — за кілька хвилин після введення, бактерицидна концентрація в крові зберігається 8—12 годин. Цефазолін добре проникає у більшість тканин та рідин організму, високі концентрації препарату спостерігаються у суглобах та синовіальній оболонці, черевній порожнині, нирках, дихальних шляхах, жовчі. Цефазолін не проникає через гематоенцефалічний бар'єр. Препарат проникає через плацентарний бар'єр та виділяється в грудне молоко. Цефазолін практично не метаболізується, 90 % препарату виводиться з організму в незміненому вигляді з сечею. Період напіввиведення препарату становить 2 години, при порушенні функції нирок цей час може збільшуватися до 3—42 годин.

## Показання до застосування
Цефазолін застосовується для лікування інфекцій з імовірною стафілококовою етіологією — неускладнених інфекційно-запальних захворювань шкіри та м'яких тканин (фурункули, карбункули, піодермія), маститу, інфекційного ендокардиту у ін'єкційних наркоманів, гострого гнійного артриту, катетер-асоційованої ангіогенної інфекції; для лікування стафілококової інфекції; а також для профілактики післяопераційних ускладнень. У зв'язку із розвитком стійкості бактерій до цефазоліну застосування препарату при інфекціях дихальних шляхів, інфекціях сечостатевої системи, сифілісі та гонореї обмежене.

## Побічна дія
При застосуванні цефазоліну можуть спостерігатись наступні побічні ефекти:
- Алергічні реакції та реакції з боку шкірних покривів — нечасто (1/100—1/10) висипання на шкірі, свербіж шкіри, кропив'янка, медикаментозна гарячка, поодинокі випадки (1/10000—1/1000) — синдром Стівенса-Джонсона, синдром Лаєлла, анафілактичний шок, сироваткова хвороба, бронхоспазм.
- З боку травної системи — часто (1/100—1/10) діарея, нудота, блювання, закрепи, кандидоз порожнини рота, псевдомембранозний коліт.
- З боку нервової системи — зрідка (1/1000—1/100) головний біль, запаморочення, судоми, тривожні стани, парестезії.
- З боку сечостатевої системи — при застосуванні високих доз препарату (понад 6 г/добу) — порушення функції нирок, нефропатія, некроз сосочків нирки, ниркова недостатність, у поодиноких випадках — вагінальний кандидоз.
- З боку серцево-судинної системи — у поодиноких випадках тахікардія, геморагії.
- Зміни у місці введення — часто біль, ущільнення, набряк у місці ін'єкції, поодинокі випадки розвитку флебіту при внутрішньовенному введенні.
- Зміни в лабораторних аналізах — рідко еозинофілія, лейкопенія, нейтропенія, тромбоцитопенія або тромбоцитоз, анемія, гемолітична анемія; у поодиноких випадках спостерігалось підвищення рівня активності у крові трансаміназ і лужної фосфатази, підвищення рівня сечовини та креатиніну в крові, поява псевдопозитивної реакції Кумбса, агранулоцитоз.

## Протипокази
Цефазолін протипоказаний припідвищеній чутливості до цефалоспоринів і антибіотиків пеніцилінового ряду. З обережністю застосовують препарат при вагітності та годуванні грудьми. Цефазолін не призначають недоношеним дітям і дітям до 1 місяця.

## Форми випуску
Цефазолін випускається у вигляді порошку в флаконах для ін'єкцій по 0,125; 0,25; 0,5; 1,0 та 2,0 г.

## Ветеринарне застосування
Цефазолін застосовується у ветеринарії при захворюваннях верхніх дихальних шляхів, септицемії, перитоніті, ендокардиті, остеомієліті, інфікованих ранах та опіках, інфекціях сечостатевої системи у коней, овець, кіз, великої рогатої худоби, собак та кролів.